# Trigonidium cicindeloides
Trigonidium cicindeloides Rambur, 1838 è un è un insetto dell'ordine degli ortotteri e della famiglia Trigonidiidae, diffuso in Africa, e Europa meridionale e Asia meridionale.
Il nome scientifico di questa specie fu pubblicato validamente per la prima volta nel 1838 da Jules Pierre Rambur.

## Descrizione
Durante la stagione degli amori i maschi emettono un suono creato facendo vibrare le ultime due articolazioni dei palpi mascellari. 
Questo serve per attirare le femmine per l'accoppiamento o per scacciare altri maschi.